# Círculo de la adoración perpetua

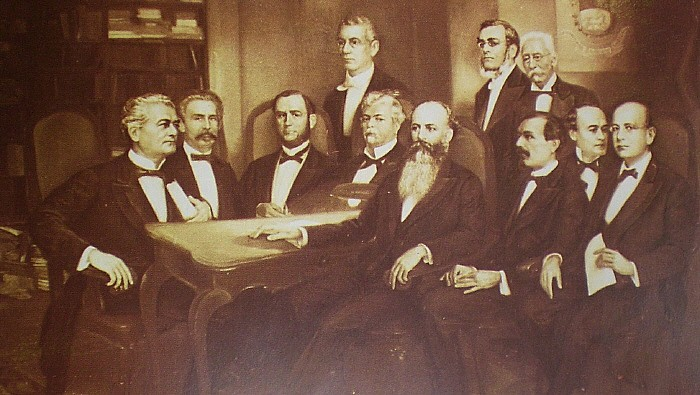
Antonio Guzmán Blanco y su gabinete.

Adoración perpetua o el círculo de la adoración perpetua era el término coloquial con el que se les describía a los promotores de homenajes al dictador Antonio Guzmán Blanco en Venezuela durante su gobierno.
Francisco González Guinán, Juan Pablo Rojas Paúl y Andrés Simón Ibarra fueron descritos como algunos de ellos.